# Speocera bismarcki
Speocera bismarcki là một loài nhện trong họ Ochyroceratidae. Loài này phân bố ở de Bismarck-archipel.